# Kely Méndez Riestra
Kely Méndez Riestra (Oviedo, 11 de abril de 1960 - Oviedo, 9 de noviembre de 2013), conocida como Kely, fue una pintora y grabadora española. Sus obras se incluyen en la corriente del expresionismo abstracto. Ha sido considerada una de las pintoras más relevantes del arte contemporáneo en Asturias.

## Trayectoria
Nació en 1960 en Oviedo y fue la mediana de una familia de tres hermanos. Estudió Filosofía y Letras en la Universidad de Oviedo. Más tarde, se formó en grabado. Sus primeras exposiciones individuales fueron en 1985 y 1986, en Langreo y Oviedo. En 1985 empezó a trabajar como funcionaria en el Ayuntamiento de Oviedo, cargo que ocupó durante 15 años.
En 1996 volvió a exponer en la galería Benedet de Oviedo con la exposición En el camino. Al año siguiente presentó en la galería L. A. de Gijón su obra Un hombre desmemoriado. En 2000, expuso en la galería Vértice, de Oviedo. En 2010 presentó su obra 'Un hueco en el vacío', en la galería Gema Llamazares, de Gijón.
Expuso tanto en galerías españolas como en ciudades europeas, como París, Bruselas o Lisboa. También participó de manera colectiva en varias ocasiones en la feria ARCO de Madrid.
Falleció en 2013 a los 53 años a causa de un cáncer de mama que le habían diagnosticado 17 años antes.

## Reconocimientos
En 2012 recibió el premio a la mejor obra de la Feria de Arte de Oviedo. Dicha feria creó en su honor la Medalla Kely, que reconoce al artista más destacado de cada edición.
En 2020 formó parte de la exposición que el Museo Jovellanos de Gijón dedicó a 33 pintoras y escultoras. En 2021, fue incluida en la agenda y el calendario desarrollado por la Oficina de Políticas de Igualdad del Ayuntamiento de Gijón que reconocía a doce pintoras gijonesas, entre las que se incluían también Julia Alcayde Montoya, Carolina del Castillo Díaz, Trinidad Fernández Martín, María Luisa Fernández Casielles "Marixa", María Luis Benedé, Amparo Cores, Reyes Díaz Blanco, Josefina Junco, Mabel Lavandera, Covadonga Valdés Moré e Irma Álvarez-Laviada.